# Amalia Golitsyn

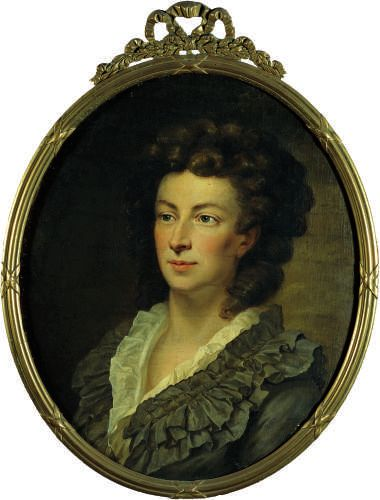
Amalia Golitsyn.

Adelheid Amalia Golitsyn, född den 28 augusti 1748 i Berlin, död den 27 april 1806 nära Münster, var en tysk salongsvärd och intellektuell.
Amalia Golitsyn var dotter till preussiske generalen greve von Schmettau och blev 1768 förmäld med furst Dmitrij Aleksejevitj Golitsyn. Hon är bekant för sin höga bildning och sitt mystiskt religiösa svärmeri. Hon uppehöll sig vanligen i Münster och omgav sig med en krets av skalder och tänkare, bland vilka märktes Fürstenberg, Goethe, Jacobi, Hemsterhuis, Hamann och Stolberg. Hon var den "Diotima", till vilken Hemsterhuis dedicerade sitt Lettre sur l'athéisme (1785).